# Henri de La Marthonie
Henri de La Marthonie (né vers 1539 et mort à Limoges le 7 octobre 1618) est un ecclésiastique qui fut évêque de Limoges de 1587 à 1618.

## Biographie
Henri de La Marthonie est le fils de Geoffroy de La Marthonie, seigneur de Puyguilhem, et de Marguerite de Mareuil. Il est le frère de Geoffroy de La Marthonie, évêque d'Amiens et l'oncle de son successeur Raymond de La Marthonie, évêque de Limoges. 
Prêtre du diocèse de Périgueux docteur par la faveur de son frère Geoffroy évêque d'Amiens, il devient archidiacre de Ponthieu, doyen de la cathédrale d'Amiens, abbé commendataire de l'abbaye Saint-Vaast de Moreuil du diocèse d'Amiens et de l'abbaye de Saint-Just de Beauvais. En 1587 il permute ce dernier bénéfice avec Jean de L'Aubespine contre l'évêché de Limoges. Le roi donne son accord à cet échange sur la recommandation de la duchesse de Montpensier et il est nommé évêque le 13 septembre. De Paris il désigne un vicaire général le 12 octobre avant de pendre possession de son diocèse par procuration le 25 octobre et en personne l'année suivante.
En 1588 il participe aux États généraux de Blois avec les deux autres délégués du Limousin et de la Marche, le doyen de la cathédrale et l'abbé de Grandmont. En 1594 il accepte l'installation de récollets à Ussel dont l'église de Saint-Léonard est consacrée le 23 novembre 1595 ; et le 20 octobre 1605, il assiste à l'entrée du roi Henri IV à Limoges. Le 20 juillet 1615 il obtient la nomination comme coadjuteur de son neveu Raymond de La Marthonie et meurt en 1618. Il est inhumé dans la cathédrale de Limoges.